# Wolfgang von Plotho (Generalleutnant)
Wolfgang Moritz Delphin Edler Herr und Freiherr von Plotho (* 7. September 1879 in Zerben, Provinz Sachsen; † Juli 1946, vermisst) war ein deutscher Generalleutnant im Zweiten Weltkrieg.

## Leben
Plotho war der Sohn des Rittergutsbesitzers, Landrats und Schriftstellers Wolfgang von Plotho und der Bernadine, geborene von Bredow-Briesen. 1899 trat er in die Preußische Armee und wurde mit Offizierspatent vom 30. Januar 1900 Leutnant. Im weiteren Verlauf seiner Militärkarriere war er als Hauptmann im Großherzoglich Mecklenburgischen Grenadier-Regiment Nr. 89 tätig, mit dem er zu Beginn des Ersten Weltkriegs ins Feld zog. Während des Krieges wurde Plotho in den Großen Generalstab kommandiert sowie in den Generalstab der 231. Infanterie-Division versetzt. Am 18. Mai 1918 wurde er Major.
Nach Kriegsende erfolgte seine Übernahme in die Reichswehr. Hier war Plotho u. a. Kommandeur des II. Bataillons des 12. Infanterie-Regiments sowie als Oberst im Stab des 4. (Preußisches) Infanterie-Regiments in Kolberg. 1929 wurde er mit dem Charakter als Generalmajor aus der aktiven Dienst verabschiedet.
Bei Kriegsausbruch 1939 wurde er reaktiviert. Plotho kommandierte vom 23. August 1940 bis März 1941 die 269. Infanteriedivision und vom 15. März 1941 bis 5. September 1942 die 285. Sicherungs-Division, die ab November 1941 im rückwärtigen Heeresgebiet während des Krieges gegen die Sowjetunion im Einsatz war. Im Januar 1943 erhielt Plotho seinen endgültigen Abschied. 1945 war er Kommandeur der Volkststurm-Einheiten in Magdeburg. Am 17. Juli 1946 wurde er in Schwerin von sowjetischen Truppen entführt und verschwand. Vermutlich starb er in Gefangenschaft.
Seine Tochter Alexandrine, verheiratet mit dem Offizier i. G. Georg-Wolfgang von dem Hagen, war Stadtpräsidentin von Neumünster.

## Auszeichnungen
- Eisernes Kreuz (1914) II. und I. Klasse[6]
- Ehrenritter des Johanniterordens[6]
- Preußisches Dienstauszeichnungskreuz[6]
- Ritterkreuz des Greifenordens[6]
- Mecklenburgisches Militärverdienstkreuz I. Klasse[6]